# Luca Salvo
Luca Giuseppe Alessandro Salvo (Monaco di Baviera, 5 agosto 1997) è un giocatore di football americano tedesco che gioca come wide receiver per i Munich Ravens.